# Zgodovina Grčije
Zgodovina Grčije zajema zgodovino ozemlja sodobne države Grčije, pa tudi grška ljudstva in območja, ki jim je vladala v preteklosti. Poseljenost in obseg vladanja sta se v stoletjih zelo spreminjala, zato je zgodovina Grčije zapletena. 
Domnevajo, da so prvotna grško govoreča plemena prispela na grško celino v poznem 3. in v prvi polovici 2. tisočletja pred našim štetjem, verjetno med letoma 1900 in 1600 pred našim štetjem.  Ko so Mikenci napadli območje, je bilo naseljeno z različnimi negrško govorečimi, avtohtonimi predgrškimi ljudstvi, kmetovalci, ki so bili tu že od 7. tisočletja pred našim štetjem.
Na svojem vrhuncu je bila grška civilizacija razširjena iz Grčije v Egipt in do gorovja Hindukuš v Afganistanu. Od takrat so grške manjšine ostale na nekdanjih grških ozemljih ali drugih ozemljih, ki so jih kolonizirali Grki (na primer Turčija, Albanija, Italija in Libija, Levant, Armenija, Gruzija itd.), grški izseljenci so se asimilirali v različnih družbah po vsem svetu (na primer Severna Amerika, Avstralija, Severna Evropa, Južna Afrika). Danes večina Grkov živi v sodobni državi Grčiji (neodvisni od leta 1832) in na Cipru.

## Prazgodovina Grčije

### Neolitik
Neolitska revolucija je dosegla Evropo prek Grčije in Balkana in se je začela v 7. tisočletju pred našim štetjem. Nekatere neolitske skupnosti v jugovzhodni Evropi, kot je Sesklo v Grčiji, so živele v močno utrjenih naseljih s 3000–4000 ljudmi. Grško neolitsko obdobje se je končalo s prihodom bronaste dobe iz Anatolije in Bližnjega vzhoda do konca 28. stoletja pr. n. št. (zgodnje heladsko obdobje).
Okoli 2100 pred našim štetjem so indoevropejci preplavili grški polotok s severa in vzhoda. Mikenci so grški jezik prenesli v današnjo Grčijo.

### Bronasta doba

#### Kikladska in minojska civilizacija
Ena prvih civilizacij, ki se je pojavila na območju današnje Grčije, je minojska na Kreti, ki je trajala od okoli 2700 pred našim štetjem (zgodnja minojska) do 1450 pred našim štetjem. Kikladska civilizacija na Kikladih in v Egejskem morju zajema obdobje od okoli 3200 do 2000 pr. n. št. Tretja je bila heladska na celinski Grčiji okoli leta 3200–2050 pr. n. št.
Malo je znano o Minojcih (celo ime je sodobna oznaka, povezana z Minosom, legendarnim kraljem s Krete). Bili so predindoevropejci, predniki kretskih govorcev v antiki; poznali so pisavo, ki pa je še danes nerazvozlana. Bili so predvsem trgovci, ki so se ukvarjali s čezmorsko trgovino, izkoriščanjem svojih zemljišč z bogatimi naravnimi viri. Les je bil takrat bogat naravni vir, ki so ga izkoriščali in izvažali v bližnje dežele, kot so Ciper, Sirija, Egipt in Egejski otoki. V zgodnji bronasti dobi (3300 do 2100 pred našim štetjem) je imela minojska civilizacija na Kreti zelo obetajočo prihodnost.
Ko so Mikenci vdrli na Kreto, so prevzeli veliko minojske kulture, ki so jo našli tam. Minojsko civilizacijo je sodobnemu svetu odkril sir Arthur Evans leta 1900, ko je kupil in nato začel izkopavanje mesta na Knososu.

##### Kreta
V bronasti dobi je bila Kreta najpomembnejše egejsko središče. Središče kulturnega, gospodarskega in družbenega življenja na Kreti so bile palače, okoli katerih so sčasoma zrasla velika mesta. V preteklosti so bila mesta s palačami zelo poškodovana zaradi naravnih nesreč (potresi, vulkani ...), vendar so jih spotoma obnavljali in jih s tem tudi povečali. V palačah so živele vladajoče družine. Na Kreti naj bi vladal kralj Minos, vladar mesta Knosos. Po njem se to obdobje imenuje minojsko obdobje.
Sproščena družbena ureditev na Kreti je vplivala tudi na kulturo, saj niso imeli krute vladavine vladarjev. Na Kreti je takrat delovalo tudi veliko umetnikov, ki so najraje upodabljali vsakdanje življenje. Po egipčanski šegi so bila moška telesa naslikana z rdečo barvo, ženska pa z belo. Med najboljše dosežke kretskih umetnikov spadajo še keramika, pečatniki ter zlat nakit. Krečani so razvili tudi svojo pisavo linearno pisavo A, ki pa še ni razvozlana.
Okoli leta 1450 pr. n. št. so na Kreto vdrli Ahajci. Kultura se je razvijala samo še v glavnem mestu Knososu. Čez nekaj let je Kreto prizadel močan potres in uničil vse rodovitne posesti. Minojska kultura si od takrat ni več opomogla.

##### Troja
Tretje veliko kulturno središče bronaste dobe, povezano z Grčijo, je bila Troja, ki je bila južno od Dardanel. Prebivalstvo se je tukaj naselilo že zelo zgodaj, že okrog leta 3200 pr. n. št. Mesto je imelo dobro strateško lego, saj je nadzorovalo trgovsko pot med Evropo in Azijo. Troja je bila na vrhuncu moči v 2. tisočletju pr. n. št. Zgradili so mogočno obzidje, v notranjosti pa dogradili veliko notranjo dvorano, v kateri je imel kralj svoj prestol. Zgodovina Troje je razdeljena na devet kulturnih slojev. Bogastvo Troje je privlačilo razne zavojevalce. Združena ahajska plemena, ki so bila takrat na vrhuncu svoje moči, so pod vodstvom legendarnega Agamemnona okrog leta 1148 pr. n. št. napadla in zavzela mesto z ukano trojanski konj. Mesto si od takrat ni več opomoglo.

#### Mikenska doba
Domnevajo, da so prvotni Grki prispeli na grški polotok v poznem 3. do začetka 2. tisočletja pred našim štetjem. Jonci in Eolci so se v mikensko Grčijo selili v 16. stoletju pred našim štetjem. Zdi se, da je bil prehod iz predgrške v grško kulturo postopen. Nekateri arheologi poudarjajo, da so se nadaljevale prazgodovinski gospodarski, arhitekturni in družbeni ustroj, kar kaže, da je bil prehod med neolitikom, heladsko in zgodnjo grško kulturo brez večjih razpok v družbi. 
Na Kreti je mikenski vdor okoli 1400 pred našim štetjem pomenil konec minojske civilizacije. Mikenska Grčija je poznoheladsko bronastodobna civilizacija antične Grčije. Trajala je od prihoda Grkov v Egejsko morje okoli 1600 pred našim štetjem do propada njihove bronastodobne civilizacije okoli leta 1100 pred našim štetjem. To je zgodovinsko prizorišče epov Homerja in večine grške mitologije. Mikensko obdobje ima svoje ime po arheološkem najdišču Mikene v severovzhodni Argolidi na Peloponezu v južni Grčiji. Atene, Pilos, Tebe in Tirint so tudi pomembni mikenski kraji.
Mikenska civilizacija je imela močno vojaško aristokracijo. Okoli leta 1400 pred našim štetjem so Mikenci razširili svoj nadzor na Kreti, središču minojske civilizacije, in sprejeli obliko minojske pisave, imenovane linearna pisava A kot zapis svoje zgodnje oblike grščine. V mikenskem obdobju so imeli linearno pisavo B.
Mikenci so pokopavali svoje plemiče v grobnicah v obliki tolosa, v velikih krožnih pogrebnih komorah z visoko obokano streho in ravnim vstopnim prehodom, obložene so bile s kamnom. Z njimi so pogosto pokopali bodala ali kakšno drugo obliko vojaške opreme, ki je pripadala pokojniku. Plemstvo je bilo pogosto pokopano z zlatimi maskami (tiaras), oklepom in dragocenim orožjem. Mikenci so bili pokopani v sedečem položaju, nekateri so bili mumificirani.
Okoli 1100 pred našim štetjem je mikenska civilizacija propadla. Številna mesta so oplenili in začela se je temna doba, kot jo imenujejo zgodovinarji, ali prehodna doba. V tem obdobju sta se v Grčiji zmanjšala število prebivalstva in pismenost. Grki sami so krivi za upad in vdor drugega vala grških ljudstev, Dorcev, čeprav je o tem malo arheoloških dokazov.

### Zgodnja železna doba
Grška temna doba (okoli 1100–800 pr. n. št.) se nanaša na obdobje grške zgodovine od domnevnega vdora Dorcev in konca mikenske civilizacije v 11. stoletju pred našim štetjem do vzpona prvih grških mestnih državic v 9. stoletju pr. n. št. in Homerjevih epov ter najzgodnejših zapisov v grščini v 8. stoletju pred našim štetjem.
Propad Mikencev je sovpadal s padcem nekaterih drugih velikih imperijev na Bližnjem vzhodu, predvsem Hetitov in Egipta. Vzrok lahko pripišemo vdoru morskih ljudstev z železnim orožjem. Ko so Dorci prišli v Grčijo, so bili prav tako opremljeni z vrhunskim železnim orožjem in so premagali že oslabljene Mikence. Obdobje po teh dogodkih je znano kot grška temna doba.
V vsem tem obdobju so vladali kralji, dokler na koncu niso bili nadomeščeni z aristokracijo, nato pa na nekaterih območjih aristokracijo znotraj elite. Vojskovanje se je iz konjenice premaknilo k pehoti. Zaradi cenene proizvodnje in lokalne razpoložljivosti je železo nadomestil bron kot kovina za proizvodnjo orodja in orožja. Počasi je zrasla enakopravnost med različnimi rasami ljudi, kar je vodilo do rušenja različnih kraljev in vzpona družin.
Ob koncu tega obdobja stagnacije je grško civilizacijo zajela renesansa, ki se je širila po grškem svetu od Črnega morja do Španije. Pisava, ki so jo prevzeli od Feničanov, se je širila na sever v Italijo in Galijo.

## Antična Grčija
Antična Grčija je bila starodavna civilizacija v obdobju grške zgodovine, ki je trajala od arhaičnega obdobja od 8. do 6. stoletja pred našim štetjem do konca antike (pribl. 600 n. št.). V splošni rabi se nanaša na vso grško zgodovino pred rimskim imperijem, vendar zgodovinarji uporabljajo izraz natančneje. Nekateri pisci vključujejo obdobja minojske in mikenske civilizacije, medtem ko drugi trdijo, da sta se zelo razlikovali od poznejše grške kulture in ju je treba obravnavati ločeno. Sprejeto je bilo, da se starogrško obdobje začne z datumom prvih olimpijskih iger leta 776 pred našim štetjem, vendar je večina zgodovinarjev zdaj podaljšala čas do okoli 1000 pr. n. št.
Konec klasičnega starogrškega obdobja označuje smrt Aleksandra Velikega leta 323 pred našim štetjem, ko se je začelo helenistično.
Antična Grčija je po mnenju večine zgodovinarjev temeljna kultura zahodne civilizacije. Grška kultura je močno vplivala na rimsko cesarstvo, ki je nosilna različica v mnogih delih Evrope. Starogrška civilizacija je izjemno vplivala na jezike, politiko, izobraževalne sisteme, filozofijo, umetnost in arhitekturo sodobnega sveta, še posebej v renesansi v zahodni Evropi in znova med različnimi neoklasičnimi obdobji v mestih v 18. in 19. stoletju v Evropi in Ameriki.

### Arhaična Grčija
V 8. stoletju pr. n. št. je Grčija začela izhajati iz temačnega srednjega veka. Pismenost je bila izgubljena, mikenska pisava pozabljena, vendar so Grki sprejeli feničansko pisavo in jo spreminjali ter ustvarili grško pisavo. Od približno 9. stoletja pr. n. št. se pojavljajo zapisi.  Grčija je bila razdeljena na več manjših samoupravnih skupnosti, vzorec narekuje grška geografija, ko so vsak otok, dolina in ravnica odrezani od svojih sosedov z morjem ali gorsko verigo. 
Arhaično obdobje je obdobje orientalizacije, ko je Grčija na robu, vendar ne pod oblastjo, vzpenjajočega novoasirskega imperija. Grčija je v umetnosti, religiji in mitologiji sprejela precejšen del kulturnih prvin od Orienta. Arheološko je za arhaično Grčijo značilno geometrično lončarstvo.

### Klasična Grčija
Osnovna politična enota v antični Grčiji je bil polis, včasih preveden kot mestna državica. Politika dobesedno pomeni stvari polisa. Vsako mesto je bilo neodvisno, vsaj teoretično. Nekatera mesta so bila lahko podrejena drugim (kolonija se nanaša na njeno matično mesto), vlada nekaterih je bila v celoti odvisna od drugih (trideset tiranov v Atenah je bilo podrejenih Šparti po peloponeški vojni), vendar je imelo vsako mesto vrhovno moč. Ko je Grčija šla v vojno (npr. proti Perzijcem), je bila to oblika zavezništva. Vojne pa so bile tudi med različnimi mesti.
Dve veliki vojni sta zaznamovali klasični grški svet. Perzijske vojne (500–448 pr. n. št.) so opisane v Herodotovi Zgodovini. V poznem 6. stoletju pr. n. št. je perzijsko cesarstvo vladalo vsem grškim mestnim državam in ozemljem na Balkanu in vzhodni Evropi. Jonska grška mesta so se večkrat upirala, podpirala so jih nekatera mesta na celini, ki so jih vodile Atene. Darej I. je, da bi kaznoval celinsko Grčijo zaradi pomoči jonskim mestom, začel prvo perzijsko vojno z Grčijo, ki je trajala od 492 do 490 pred našim štetjem. Perzijski general Megabiz si je na začetku vojne podjarmil Trakijo in osvojil Makedonijo, [13] vendar se je vojna na koncu končala z grško zmago. Darejev naslednik Kserks I. je začel drugo perzijsko vojno z Grčijo. Čeprav  je bila na odločilni točki vojne skoraj vsa celinska Grčija kratek čas zasedena (vsa ozemlja severno od Korintske ožine, [14] je grškim mestnim državam uspelo spremeniti to vojno v zmago. Opazne bitke grško-perzijskih vojn so bile na Maratonskem polju, pri Termopilah, Salamini in Platajah.
Za preprečitev vojne in nato obrambo Grčije pred nadaljnjimi perzijskimi napadi so Atene leta 477 pred našim štetjem ustanovile Delsko-atiško pomorsko zvezo. Sprva je vsako mesto zveze prispevalo ladje in vojake za skupno vojsko, toda sčasoma so Atene dopuščale (in nato prisilile) manjšim mestom, da so prispevala le sredstva, da so lahko zagotovili kvoto ladij. Odcepitev je bila kaznovana. Po vojaških uspehih proti Perzijcem se je zakladnica preselila iz Delosa v Atene, kar je okrepilo nadzor nad zvezo. Na koncu je bila podlaga za atenski imperij.
Leta 458 pred našim štetjem, medtem ko so perzijske vojne še vedno trajale, je izbruhnila vojna med Delsko-atiško pomorsko zvezo in Peloponeško zvezo, ki je povezovala Šparto in njene zaveznike. Po nekaj sumljivih bojih sta obe strani leta 447 pred našim štetjem podpisali mir, ki naj bi trajal 30 let, a je trajal le do leta 431 pred našim štetjem, ko se je začela peloponeška vojna. Glavni vir o njej sta Tukididovo zgodovinsko delo Peloponeška vojna in Ksenofontova Grška zgodovina.
Vojna se je začela zaradi spora med Korkiro in Epidamnom. Korint je bil na strani Epidamna. Ker so se bali, da bi Korint zajel korkirsko mornarico, so se vmešale Atene. To je preprečilo Korintu pristanek na Korkiri v bitki pri Siboti, obleganje Potideje in prepovedano je bilo poslovanje s korintskim zaveznikom, mestom Megaro (Megarski odlok).
Med Grki je prišlo do nesoglasja glede tega, katera stran je kršila pogodbo med Delsko-atiško in Peloponeško zvezo, ko so Atene branile novega zaveznika. Korintčani so prosili za pomoč Šparto. Zaradi strahu pred naraščajočo močjo Aten in pripravljenostjo, da bodo svojo moč uporabile proti Megari (embargo bi jih uničil), je Šparta razglasila kršenje pogodbe in peloponeška vojna se je začela.
Prvi del vojne je trajal do leta 421 pred našim štetjem s podpisom sporazuma Nikijev mir. Atenski general Perikles je priporočil svojemu mestu obrambno vojno, izogibanje bojem proti večjim kopenskim silam pod vodstvom Šparte in uvoz vsega potrebnega za ohranitev močne mornarice. Atene bi zdržale dlje kot Šparta, katere državljani so se bali upora helotov.
Ta strategija je zahtevala, da so Atene prenašale redna obleganja, leta 430 pred našim štetjem pa je izbruhnila  kuga. Umrla je približno četrtina prebivalcev, tudi Perikles. Za njim so zavladale manj konservativne sile in Atene so napadle. V bitki pri Pilosu so ujeli 300–400 špartanskih hoplitov. To je bil velik del špartanske sile, ki je ugotovila, da si ne more privoščiti poraza. Medtem so bile Atene poražene v Delionu in Amfipoli. Nikijev mir je bil sklenjen, ko je Šparta dobila svoje talce in Atene mesto Amfipola.
Podpisniki Nikijevega miru leta 421 pred našim štetjem so prisegli, da bo mir 50 let. Drugi del peloponeške vojne se je začel leta 415 pred našim štetjem, ko so Atene začele pohod na Sicilijo, da bi pomagale zaveznikom (Segesta), ki so jih napadle Sirakuze in osvojile Sicilijo. Sprva Šparta ni bila naklonjena, vendar je Alkibiad, atenski general, prebegnil k Špartancem in jih prepričal, da ne smejo dovoliti, da Atene podjarmijo Sirakuze, kar se je končalo nesrečno za Atence.
Atenski Jonci so se po nasvetu Alkibiada uprli s pomočjo Šparte. Leta 411 pred našim štetjem je bil v Atenah upor oligarhov za spoštovanje miru, vendar je atenska mornarica, ki je ostala zavezana demokraciji, zavrnila spremembe in nadaljevala boj v imenu Aten. Mornarica je odpoklicala Alkibiada (ki je bil prisiljen zapustiti Špartance, ker je zapeljeval ženo Agisa II., špartanskega kralja), in ga postavila za vodjo. Oligarhija v Atenah je propadla in Alkibiad je osvojil, kar je bilo izgubljeno.
Leta 407 pred našim štetjem je bil Alkibiad nadomeščen po manjšem pomorskem porazu v bitki pri Notionu. Špartanski poveljnik Lizander, ki je utrdil pomorsko moč svojega mesta, je zmagoval. Po bitki pri Arginuških otokih, ko sta Atencem zmago preprečila slabo vreme in reševanje nekaterih njenih mornarjev, so Atene ubile ali izgnale osem svojih najboljših mornariških poveljnikov. Lizander je to izkoristil in v bitki pri Ajgospotamih leta 405 pred našim štetjem skoraj uničil atensko floto. Atene so se predale leto pozneje in končale peloponeško vojno.
Vojna je pustila precejšnje opustošenje. Nezadovoljstvo s špartansko hegemonijo (tudi to, da je prepustila Jonijo in Ciper perzijskemu imperiju ob koncu korintske vojne 395–387 pred našim štetjem), je sprožilo napad. Poveljnik Tebancev Epaminondas je zdrobil Šparto v bitki pri Levktri leta 371 pred našim štetjem. Začelo se je obdobje tebanske prevlade v Grčiji. Leta 346 pred našim štetjem so Tebe, ker niso mogli premagati Fokide v desetletni vojni, prosile Filipa II. Makedonskega za pomoč. Makedonci so hitro  mestne države povezali v Korintsko zvezo, nato se je začelo osvajanje perzijskega imperija in začela se je helenistična doba.

### Helenistična Grčija
Helenistično obdobje grške zgodovine se začne s smrtjo Aleksandra Velikega leta 323 pred našim štetjem in se konča s priključitvijo grškega polotoka in otokov Rimu leta 146 pred našim štetjem. Čeprav vzpostavitev rimske vladavine ni prekinila  helenistične družbe in kulture, ki je ostala v bistvu nespremenjena do prihoda krščanstva, pa je označila konec grške politične neodvisnosti.
V helenističnem obdobju se je pomen grške posesti (to je ozemlje sodobne Grčije) v grško govorečem svetu močno zmanjšal. Velika središča helenistične kulture so postali Aleksandrija in Antiohija, prestolnici ptolemajskega Egipta in selevkidske Sirije.
Atene in njeni zavezniki so se uprli Makedoncem ob Aleksandrovi smrti, a so bili poraženi v enem letu v lamijski vojni. Medtem je izbruhnil boj za oblast med Aleksandrovimi generali, kar je povzročilo razpad njegovega imperija in ustanovitev številnih novih kraljestev. Ptolemaj je ostal v Egiptu, Selevk v Levantu, Mezopotamiji, Perziji, Turkmenistanu in Pamirju. Nadzor nad Grčijo, Trakijo in Anatolijo je bil sporen, vendar je leta 298 pred našim štetjem dinastija Antigonidov izpodrinila Antipatride.
Makedonski nadzor nad mestnimi državicami je bil prekinjen s številnimi upori. Atene, Rodos, Pergamon in druge grške države so ohranile precejšnjo neodvisnost in se pridružile Etolski zvezi kot sredstvu za obrambo in ponovno vzpostavitev demokracije v svojih državah, v katerih so imeli Makedonce za tiransko kraljestvo, ker ni sprejelo demokracije. Ahajska zveza, uradno pod Ptolemajci, je bila dejansko neodvisna in je nadzorovala večino južne Grčije. Šparta je tudi ostala samostojna, vendar je zavrnila priključitev k zvezi.
Leta 267 pred našim štetjem je Ptolemaj II. Filadelf prepričal grška mesta, da so se uprla Makedoncem v danes imenovani hremonidski vojni, po atenskem voditelju Hremonidu. Mesta so bila poražena in Atene so izgubile svojo neodvisnost in demokratične ustanove. To je bil konec Aten kot političnega dejavnika, čeprav so ostale največje, najbogatejše in najbolj kultivirano mesto v Grčiji. Leta 225 pred našim štetjem so Makedonci premagali egiptovsko floto na Kosu in zasedli egejske otoke, razen Rodosa.
Šparta je ostala sovražna Ahajcem in jih leta 227 pr. n. št. napadla in prevzela nadzor nad zvezo. Preostali Ahajci so imeli raje oddaljene Makedonce kot bližnje Špartance in so se povezali s prvimi. Leta 222 pred našim štetjem je makedonska vojska premagala špartansko in osvojila mesto, ki ga je prvič v zgodovini zasedla druga država.
Filip V. Makedonski je bil zadnji grški vladar s priložnostjo, da bi združil Grčijo in ohranil neodvisnost proti vse večji moči Rima. Pod njegovim okriljem je bil sklenjen mir v Navpaktu (217 pr. n. št.), ki je končal spor med Makedonci in grško zvezo. V tem času je imel pod nadzorom vse od Grčije, razen Aten, Rodosa in Pergamona.
Leta 215 pred našim štetjem je Filip oblikoval zavezništvo z rimskim sovražnikom Kartagino. Rim je takoj pozval ahajska mesta, naj ne bodo več zvesta Filipu. Nastalo je zavezništvo z Rodosom in Pergamonom, ki je postalo najmočnejša sila v Mali Aziji. Prva makedonska vojna je izbruhnila leta 212 pred našim štetjem in se neprepričljivo končala leta 205 pred našim štetjem. Makedonci so bili označeni kot sovražniki Rima.
Leta 202 pred našim štetjem je Rim premagal Kartagino in obrnil svojo pozornost proti vzhodu. Leta 198 pred našim štetjem je izbruhnila druga makedonska vojna, ker je Rim videl Makedonce kot morebitne zaveznike Selevkidskega cesarstva, ki je imelo največjo moč na vzhodu. Zavezniki v Grčiji so zapustili Filipa in leta 197 pred našim štetjem ga je v bitki pri Kinoskefalu odločno premagal rimski prokonzul Tit Kvinkcij Flaminin.
Flaminin je bil zmeren človek in ljubitelj grške kulture. Filip je moral predati svojo floto in postati rimski zaveznik, sicer so mu prizanesli. Na istmijskih igrah leta 196 pred našim štetjem je Flaminin razglasil vsa grška mesta za svobodna, čeprav so bile v Korintu in Halkidi rimske garnizije. Toda svoboda, ki jo je Rim obljubil, je bila iluzija. Vsa mesta razen Rodosa so bila vključena v novo zvezo, ki jo je nadzoroval Rim.

### Rimska Grčija
Grčija se je vojaško zmanjšala, tako da so Rimljani osvojili deželo (od 168 pr. n. št. dalje), vendar je grška kultura v zameno osvojila življenje Rima. Obdobje rimske vladavine v Grčiji je uradno datirano z zasedbo Korinta pod vodstvom Lucija Mumija leta 146 pred našim štetjem, ko je Makedonija že bila pod rimskim nadzorom. Njihovega kralja Perzeja je premagal Emilij Paul pri Pidni leta 168 pred našim štetjem.
Rimljani so razdelili regijo v štiri manjše republike in leta 146 pred našim štetjem je Makedonija uradno postala provinca z glavnim mestom Solun. Preostale grške mestne državice so se postopoma vdale in končale svojo avtonomijo. Rimljani so pustili lokalno upravo Grkom, ne da bi poskušali odpraviti tradicionalne politične vzorce. Agora v Atenah je bila še naprej središče civilnega in političnega življenja.
Karakalov odlok leta 212 n. št. (Constitutio Antoniniana ali Antoninova ustava) je razširil državljanstvo zunaj Italije vsem svobodnim odraslim moškim v celotnem rimskem cesarstvu, kar je učinkovito pripomoglo, da so imeli v pokrajinah enak status kot v Rimu. Pomen tega odloka je zgodovinski, ne političen. Postavil je temelje za povezave, da so se lahko gospodarski in pravosodni načini države uporabljali po vsem Sredozemlju. V praksi seveda povezovanje ni bilo enakomerno. 
Karakalov odlok pa ni sprožil procesov, ki bi privedli do prenosa moči iz Italije in zahoda do Grčije in na vzhod, ampak je pospešil in postavil temelje za tisočletje dolg vzpon Grčije v obliki Vzhodnega rimskega imperija kot velike sile v Evropi in Sredozemlju v srednjem veku.

## Bizantinsko cesarstvo (4. stoletje do 1453)
Zgodovina vzhodnega ali bizantinskega cesarstva je opisal bizantinist Avgust Heisenberg kot zgodovino "krščanskega rimskega imperija grškega naroda".  Delitev imperija na vzhod in zahod in poznejši propad Zahodnega rimskega imperija so dogodki, ki nenehno poudarjajo položaj Grkov v cesarstvu ter so opredeljeni z njimi. Vodilna vloga Konstantinopla se je začela, ko je Konstantin Veliki spremenil Bizanc v novo prestolnico rimskega imperija, od takrat naprej znan kot Konstantinopel, in ga postavil v središče helenizma, svetilnik za Grke, ki je trajal do moderne dobe.
Konstantin Veliki in Justinijan prevladujeta med letoma 324 in 610. S prepletanjem z rimsko tradicijo sta poskušala postaviti podlago za poznejši razvoj in oblikovanje bizantinskega cesarstva. Prizadevanja za zaščito mej cesarstva in obnovitev rimskega ozemlja so zaznamovala zgodnja stoletja. Hkrati se je dokončno oblikovala in vzpostavila pravoslavna doktrina, nesoglasja so izhajala iz herezije in so se porajala v cesarstvu ter zaznamovala zgodnje obdobje bizantinske zgodovine.
V prvem obdobju srednjega bizantinskega obdobja (610–867) so imperij napadali stari sovražniki (Perzijci, Langobardi, Avari in Slovani) in tudi novi, ki so se pojavili prvič v zgodovini (Arabci, Bolgari). Glavna značilnost tega obdobja je bila, da sovražni napadi niso bili lokalizirani na obmejnih območjih v državi, ampak so bili podaljšani globoko v notranjost in so celo ogrožali prestolnico. Hkrati ti napadi niso bili občasni in začasni, nastale so stalne naselbine, ki so se preoblikovale v nove države, sovražne Bizancu. Te države so naselili Bizantinci in tudi Sloveni.
Spremembe so nastale tudi v notranji strukturi imperija, ker so jih narekovale zunanje in notranje okoliščine. Prevladovali so majhni svobodni kmetje, širila so se vojaška posestva in nastajala so bizantinska okrožja  (teme), kar se je začelo že v prejšnjem obdobju. Spremembe so bile tudi v upravi: uprava in družba sta postajali vse bolj grški, po ikonoklastičnem gibanju je bilo obnovljeno pravoslavje, dovoljena sta bila uspešno nadaljevanje misijonskega delovanja med sosednjimi narodi in njihova umestitev v bizantinski kulturni vpliv. V tem obdobju se je država geografsko zmanjšala in gospodarsko nazadovala, saj je izgubila območja za proizvodnjo. Pridobila pa je večjo jezikovno, dogmatsko in kulturno homogenost.
Konec 8. stoletja si je cesarstvo opomoglo zaradi uničujočega vpliva zaporednih vpadov in zasedb Grčije. Grki s Sicilije in Male Azije so bili sprejeti kot priseljenci. Slovani so bili izrinjeni ali asimilirani, drugi izločeni. Do sredine 9. stoletja je bila Grčija spet grška, mesta so začela okrevati zaradi izboljšane varnosti in obnove učinkovitega osrednjega nadzora.